# ممالك الساحل

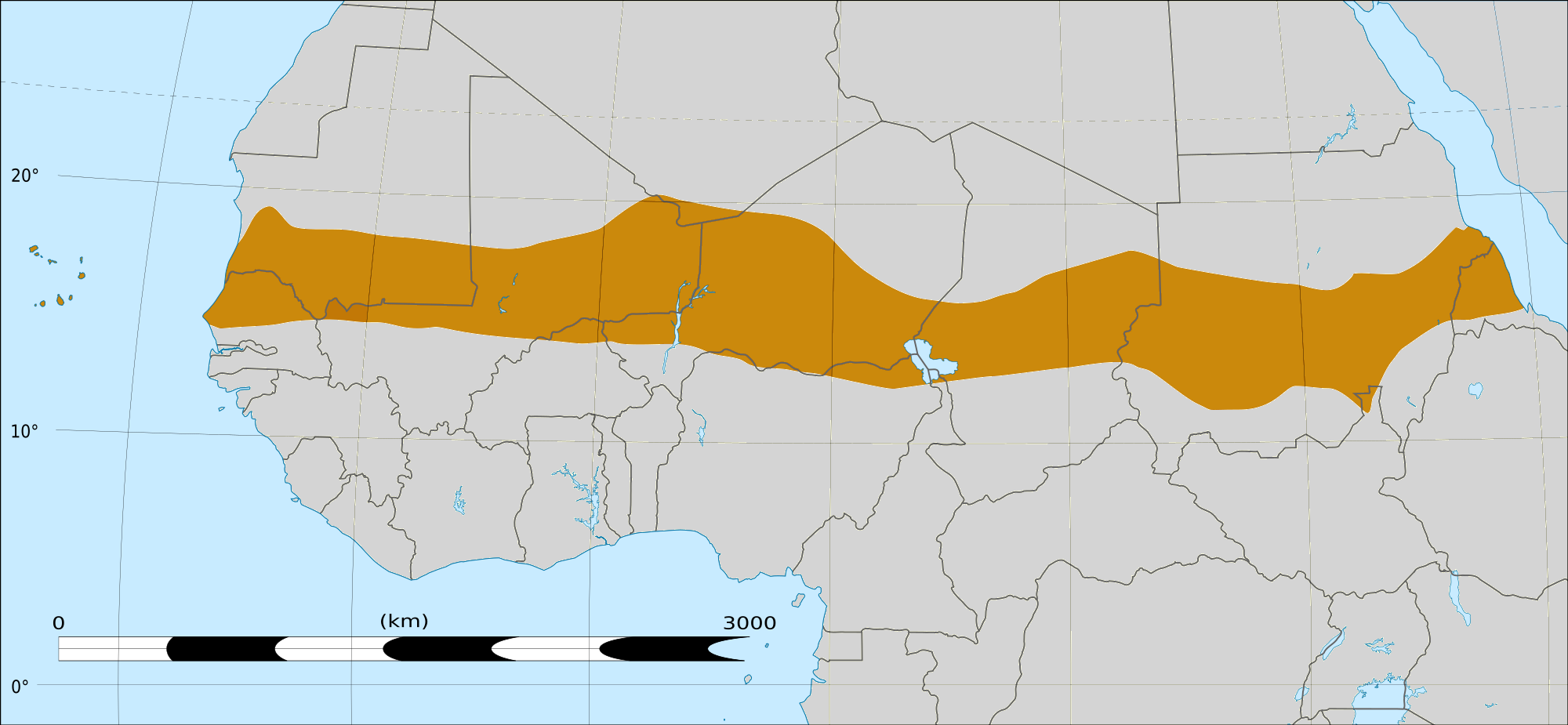
يشكل الساحل حزامًا يصل عرضه إلى 1000 كيلومتر، ويمتد عبر أفريقيا من المحيط الأطلسي إلى البحر الأحمر.

ممالك الساحل (Sahelian kingdoms) كانت عبارة عن سلسلة من الممالك أو الإمبراطوريات المركزية التي تركزت في منطقة الساحل، وهي منطقة مرعى جنوب الصحراء الكبرى، من القرن 1 إلى القرن 19. جاءت ثروة الدول من السيطرة على طرق التجارة عبر الصحراء الكبرى. جاءت قوتها من وجود حمولات عربات التي تجرها الدواب الكبيرة مثل الجمال والخيول التي كانت سريعة بما يكفي لإبقاء الإمبراطورية العظمى تحت السيطرة المركزية وكانت مفيدة أيضا في المعارك. كانت كل هذه الإمبراطوريات أيضا لامركزية تماما ، حيث تتمتع المدن داخل حدودها بقدر كبير من الحكم الذاتي طالما أظهرت تفانيا.يشكل الساحل حزامًا يصل عرضه إلى 1000 كيلومتر، ويمتد عبر أفريقيا من المحيط الأطلسي إلى البحر الأحمر.
دول الساحل كانت محدودة من التوسع جنوبا إلى منطقة الغابات (غابة) من بونو (Bono) و يوروبا، شنت المحاربين هجمات توسعية على الجنوب ولكن كل تلك الهجمات كانت بلا جدوى، ففي الغابات لا يمكن للخيول والجمال أن تنجو من الأمراض في المنطقة.

## الاقتصاد

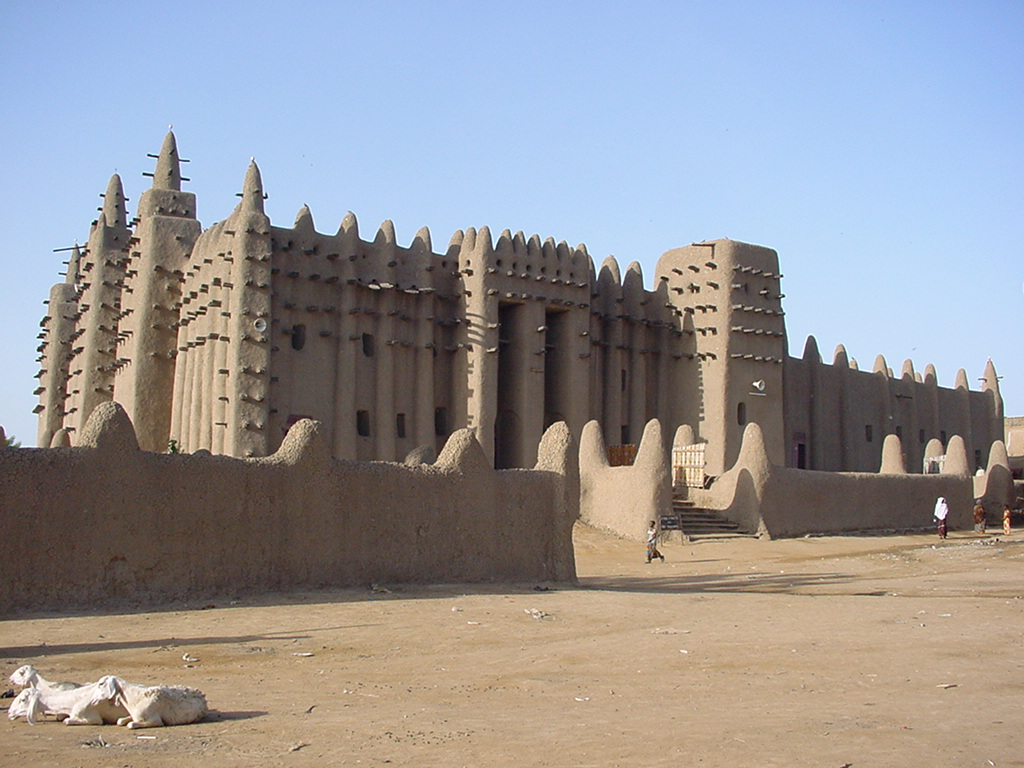
الجامع الكبير في جينيه، مالي

كانت هناك ممالك وإمبراطوريات متكاملة، تضم مدن كبيرة وبلدات مهمة؛ مع وجود أراضي أقل تنظيماً مع عدد كبير من السكان المشتتين على أرجائها. مارس الناس الزراعة وتربية الماشية وصيد الحيوانات وصيد الأسماك والحرف اليدوية (تشكيل المعادن والمنسوجات والسيراميك). كانوا يتنقلون على طول الأنهار وعبر البحيرات، ويتاجرون على مسافات قصيرة وطويلة، ويستخدمون عملاتهم الخاصة.

## تاريخ ممالك الساحل

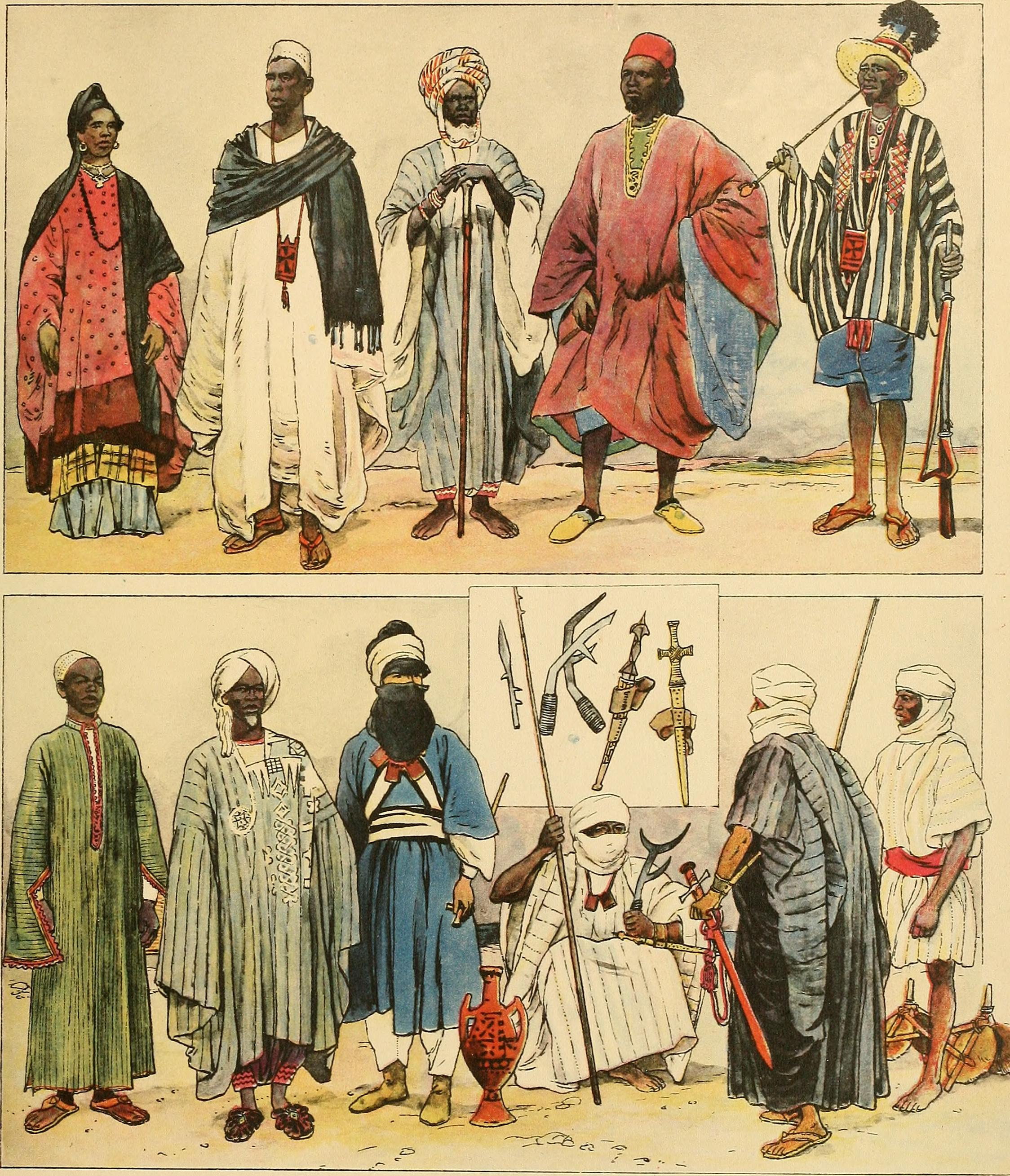
الجماعات العرقية في منطقة الساحل

- كانت أول دولة رئيسية نشأت في هذه المنطقة هي إمبراطورية غانا. تأسست في حوالي القرن الثامن، وكان مركزها في ما يعرف اليوم السنغال وموريتانيا، وكان أول المستفيدين من إدخال الدواب التي هم تجار مجموعة الولوف. سيطرت غانا على المنطقة بين حوالي 100 و 1078. الدول الأصغر في المنطقة في ذلك الوقت شملت تكرور إلى الغرب، ومملكة مالينكي (اللغة المانينكية) في مالي إلى الجنوب، وسونغاي المتمركزة في جاوإلى الشرق.
- عندما انهارت غانا في وجه الغزو من قبل المرابطين، تبعت سلسلة من الممالك القصيرة، لا سيما مملكة سوسو. بعد عام 1235، نهضت مملكة مالي لتهيمن على المنطقة، والتي تم تداولها مع ولاية بونو (Bono state) في أقصى الجنوب. تقع على نهر النيجر إلى الغرب من غانا في ما يعرف اليوم النيجر ومالي، وصلت ذروتها في عقد 1350، ولكن كان فقد السيطرة على عدد من الدول التي كانت تابعة من قبل 1400.[1]
- كانت أقوى هذه الدول هي إمبراطورية سونغاي، التي توسعت بسرعة بداية من الملك سني علي في ستينيات القرن الرابع عشر. بحلول عام 1500، صعدت لتمتد من الكاميرون إلى المغرب العربي، أكبر دولة في تاريخ إفريقيا. كانت أيضًا قصيرة العمر وانهارت في عام 1591 نتيجة للبنادق المغربية.
- في أقصى الشرق، على بحيرة تشاد أصبحت ولاية كانم-برنو، التي تأسست باسم كانم في القرن التاسع، أصبحت ذات مكانة بارزة في منطقة وسط الساحل. إلى الغرب، أصبحت دول مدينة الهوسا الموحدة بشكل فضفاض هي المهيمنة. لم تتعايش هاتان الدولتان بشكل غير مريح، لكنهما كانتا مستقرتين تمامًا.
- في عام 1810، قامت إمبراطورية الفولاني بغزو الهوسا، وخلقت دولة أكثر مركزية. ستستمر هي وكاانم -برونو في الوجود.

## خرائط

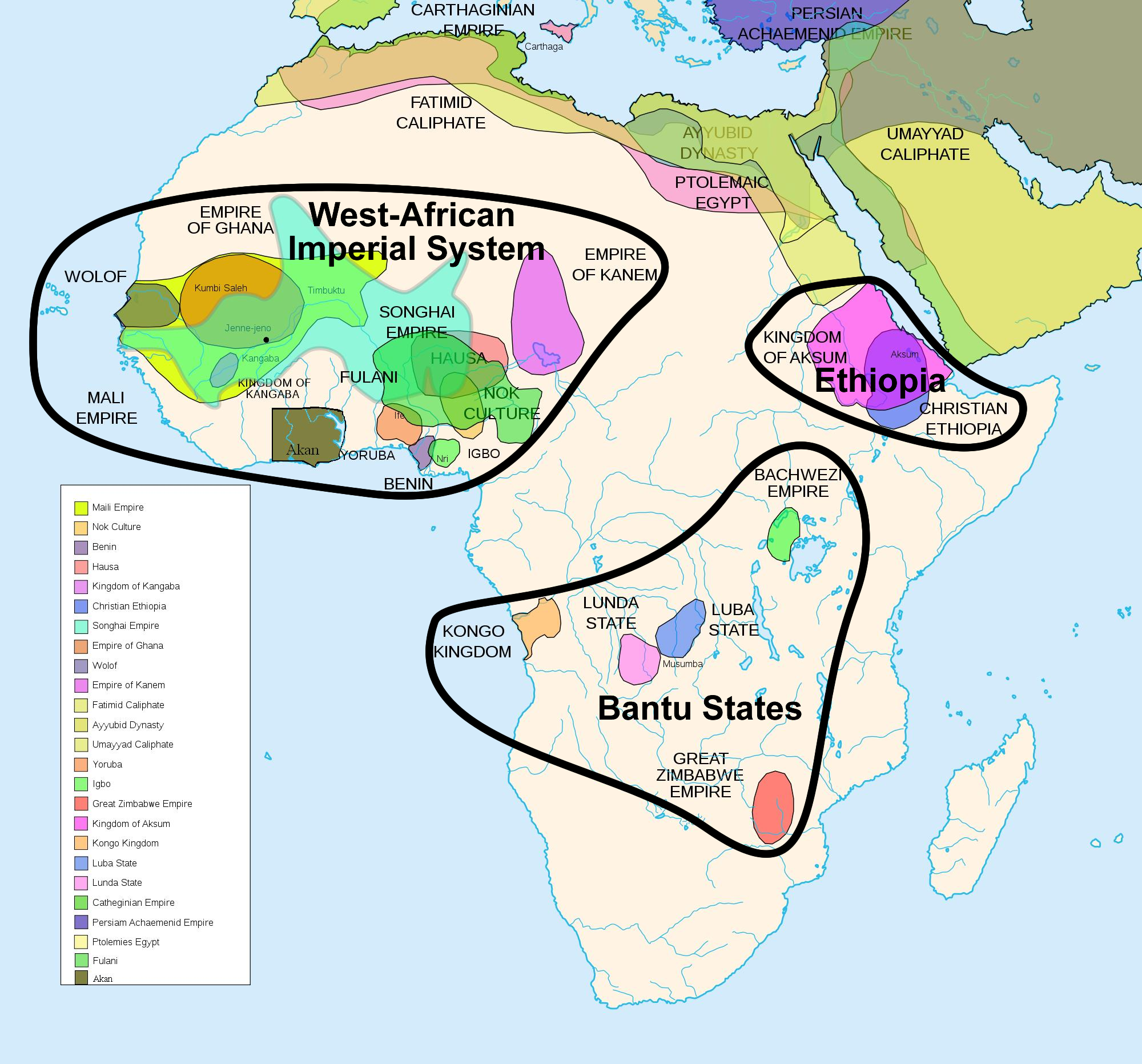
الدول الأفريقية بين 500 قبل الميلاد و 500 م
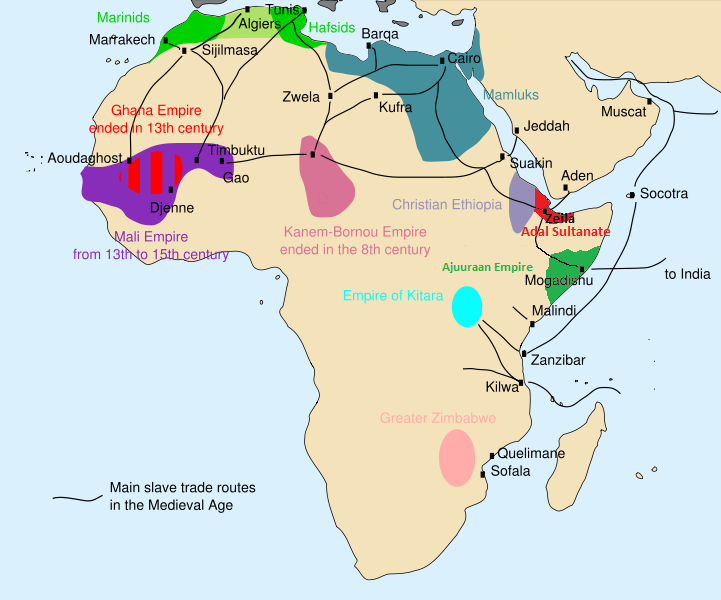
طرق تجارة الرقيق العربية الرئيسية في أفريقيا خلال العصور الوسطى.
طرق التجارة في الصحراء الكبرى الغربية حوالي 1000 – 1500م مناجم الذهب مُشار إليها بتظليل بني فاتح.
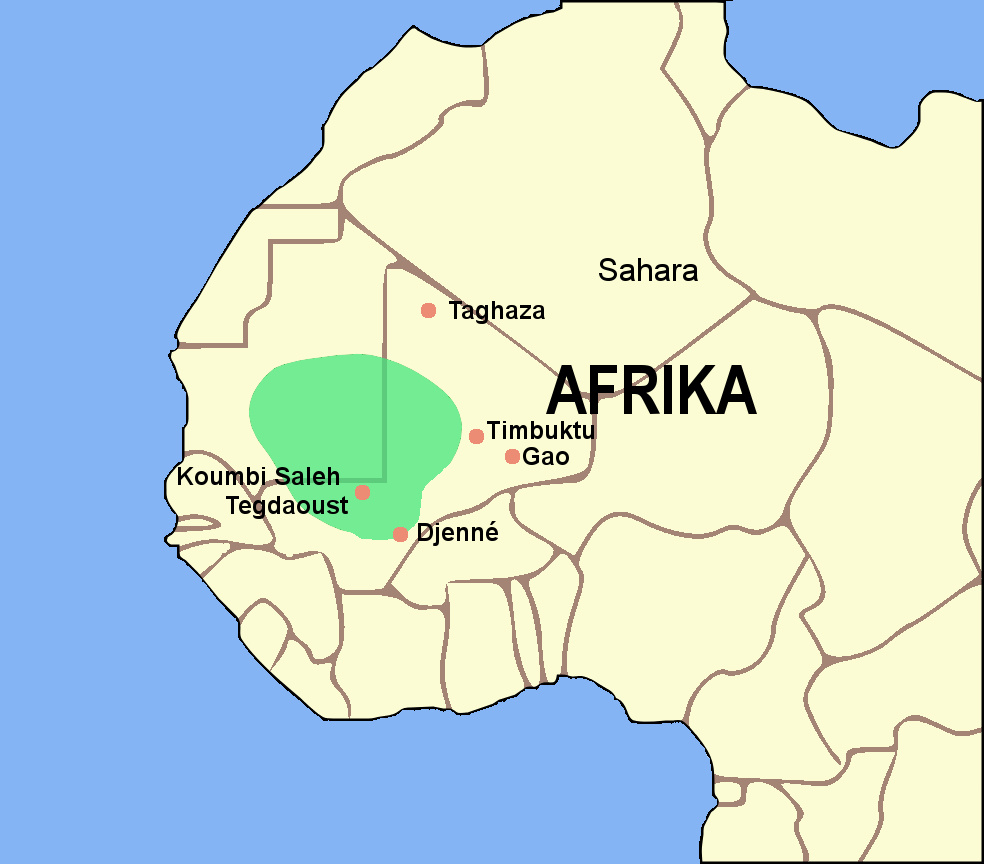
إمبراطورية غانا في أقصى حد لها حوالي 1050
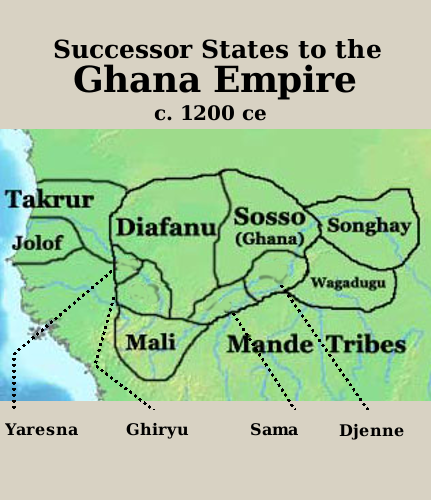
الدول التي خلفت إمبراطورية غانا حوالي 1200
تأثير إمبراطورية كانيم-بورنو حوالي 1200
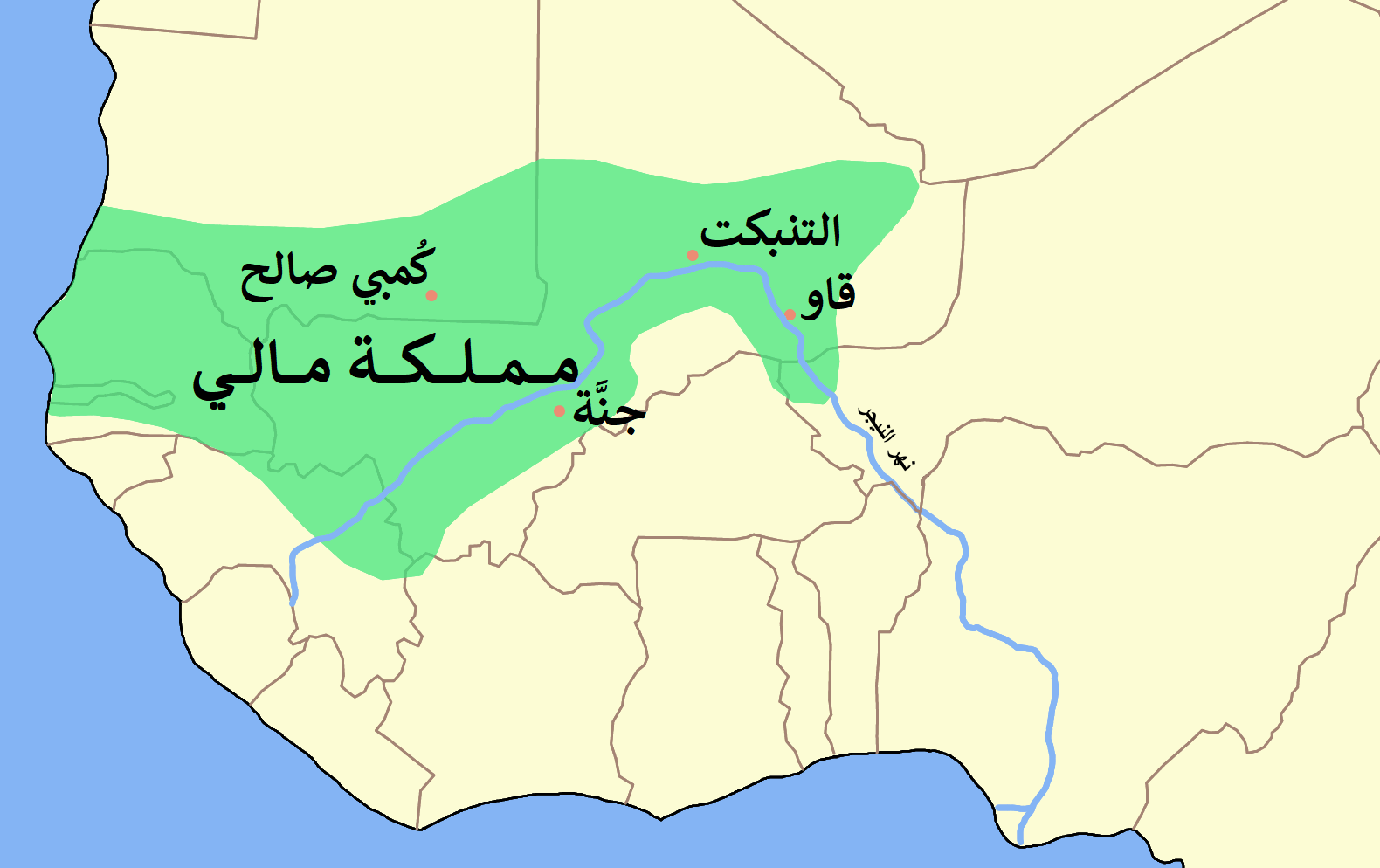
اتساع مملكة مالي حوالي 1350
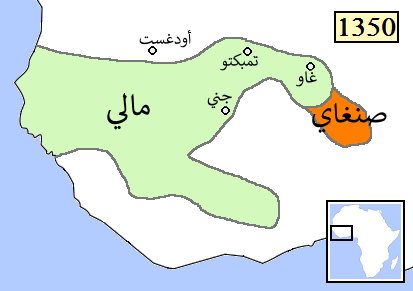
المدى التقريبي مملكة مالي، بجوار إمبراطورية سونغاي، حوالي 1350
الممالك المؤسسة لإمبراطورية جولوف.
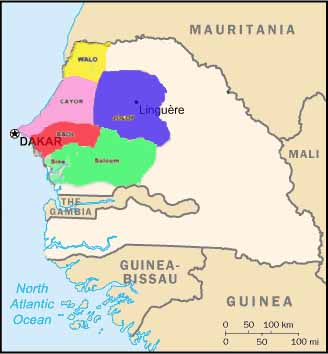
الممالك المؤسسة لإمبراطورية جولوف حوالي 1400
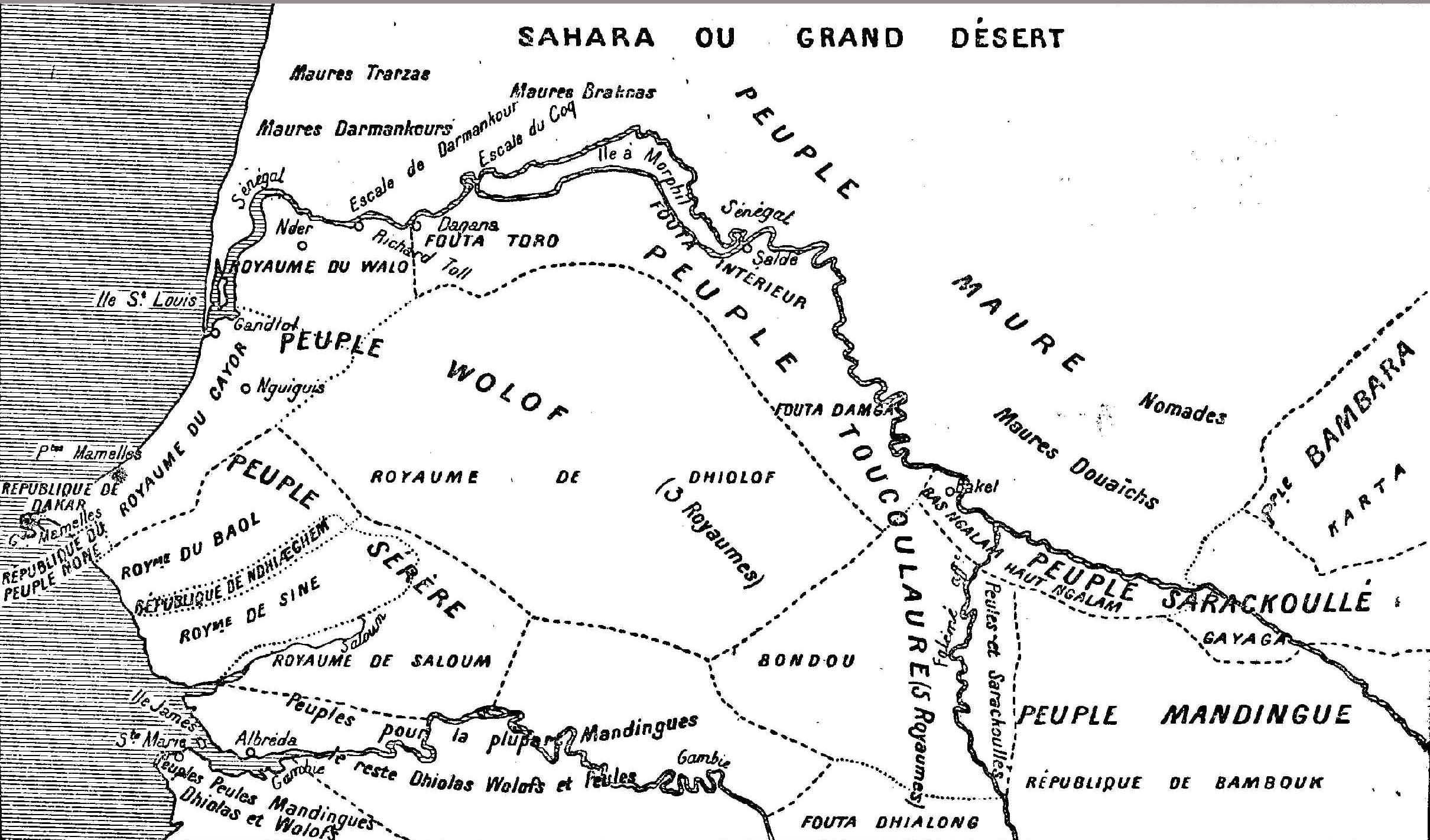
خريطة عرقية للسنغال abbé Boilat (1853): خريطة عرقية للسنغال في زمن الاستعمار الفرنسي. تنتظم ولايات باول وسين وسلوم ما قبل الاستعمار على طول الساحل الجنوبي الغربي ، مع تسمية المناطق الداخلية بعلامة "Peuple Sérère".
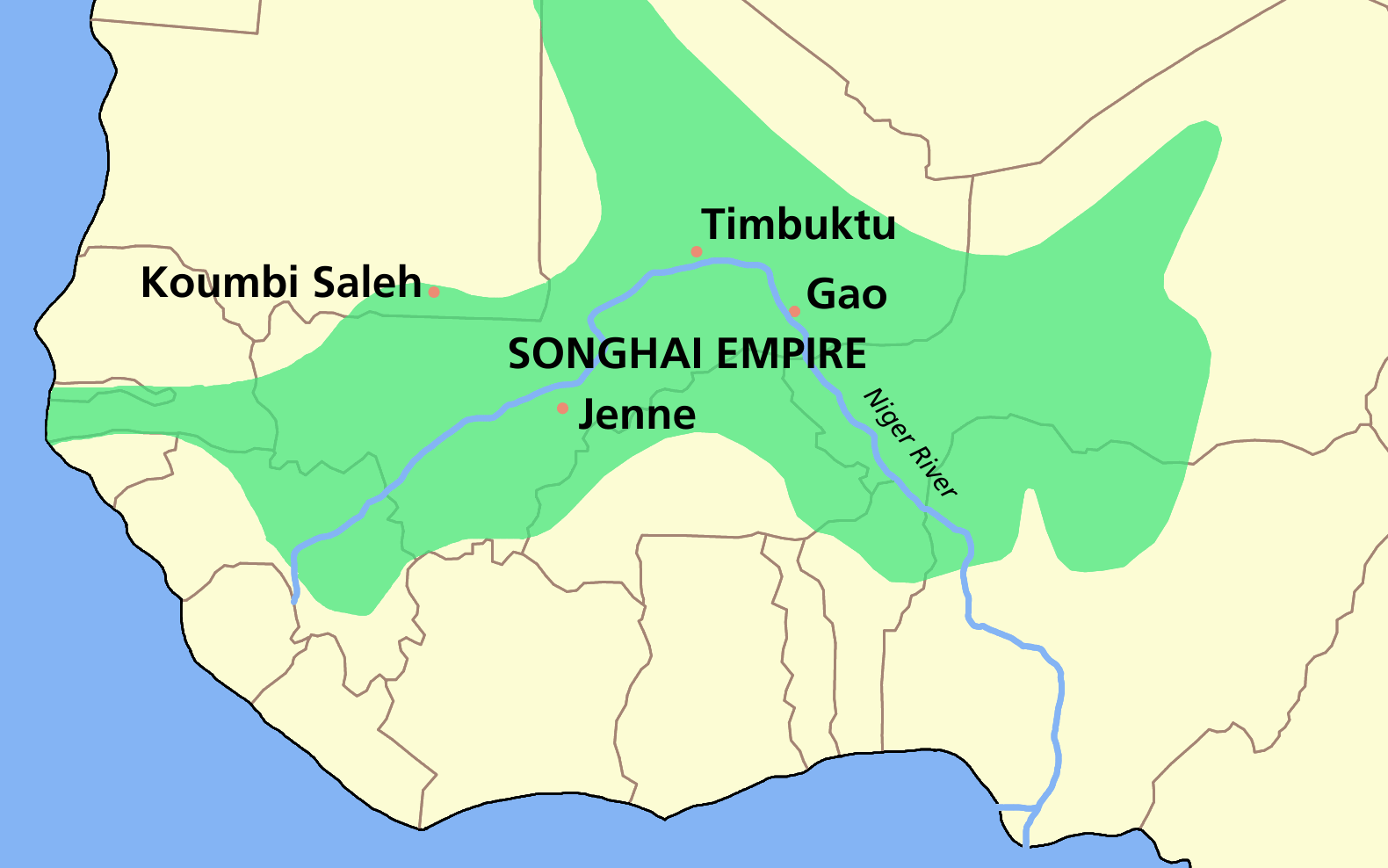
إمبراطورية سونغاي حوالي 1500
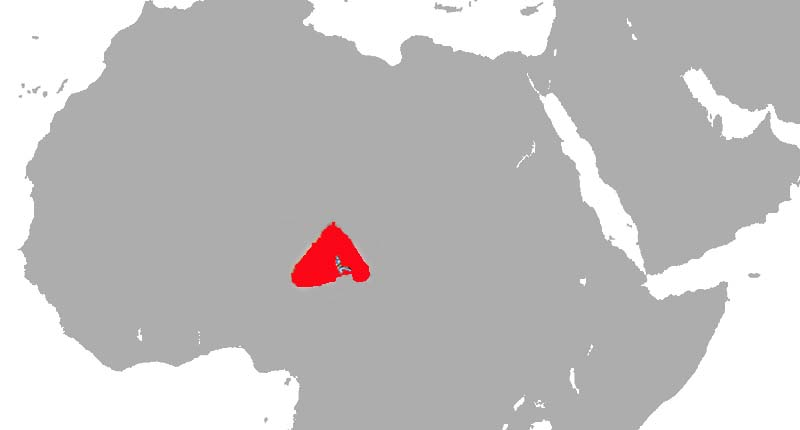
إمبراطورية كانيم-بورنو حوالي 1500
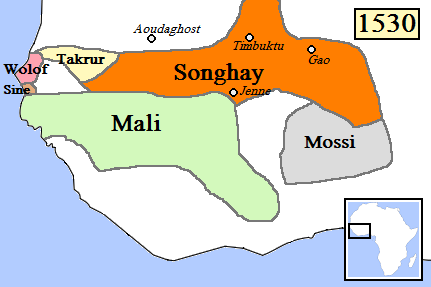
مملكة مالي، إمبراطورية سونغاي والممالك المحيطة، حوالي 1530
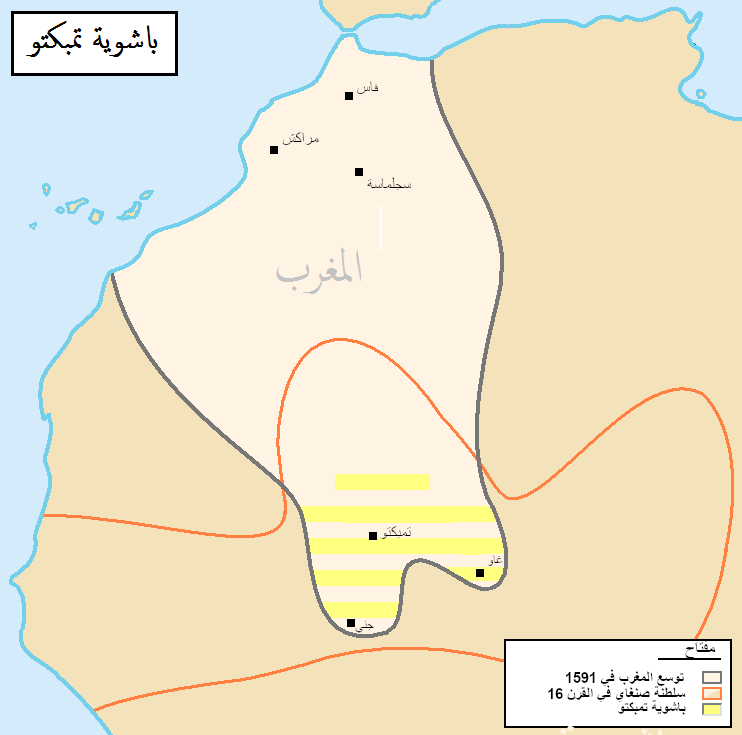
حوالي 1591 خريطة باشوية تمبكتو (مخطط أصفر) كجزء من السعديون (محدد باللون الأسود) داخل إمبراطورية سونغاي (محددة باللون الأحمر)، حوالي 1591
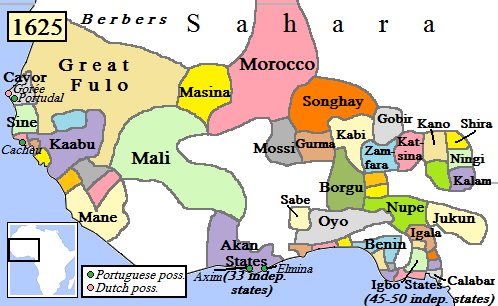
مملكة مالي والممالك المحيطة، حوالي 1625
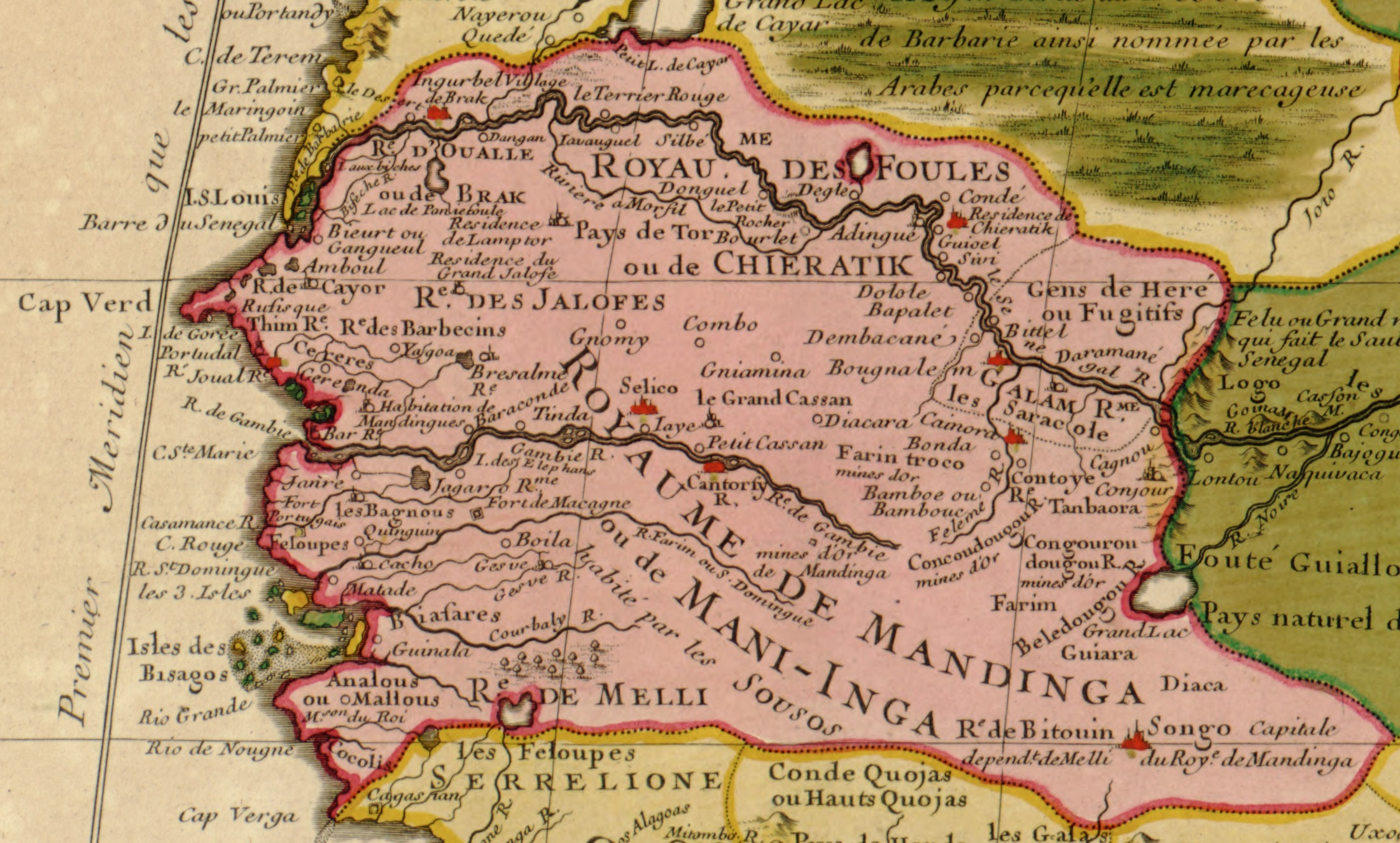
سينيغامبيا حوالي 1707 تم وضع علامة Waalo على أنها Re. D'Oualle في أعلى اليسار.
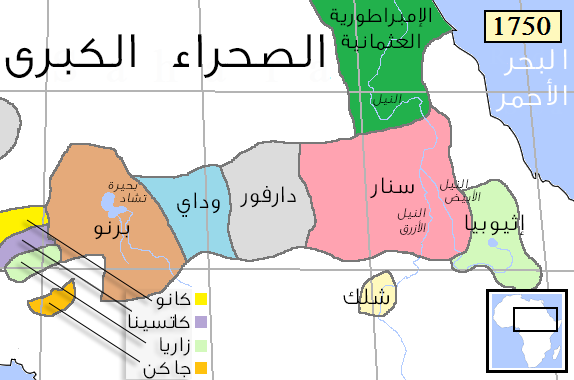
إمبراطورية كانيم-بورنو وممالك الساحل الشرقية حوالي 1750
مدى إمبراطورية كانيم-بورنو حوالي 1750
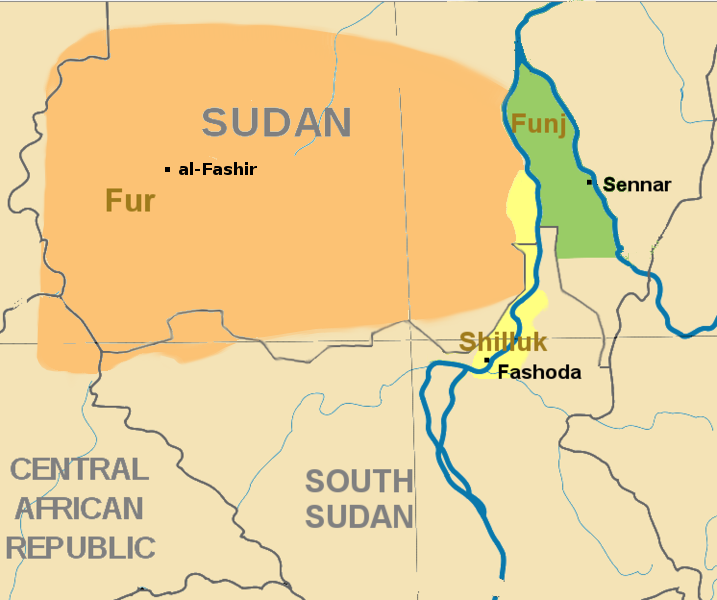
مملكة الشلك (أصفر) والممالك المحيطة حوالي 1800
إمبراطورية كانيم-بورنو في 1810
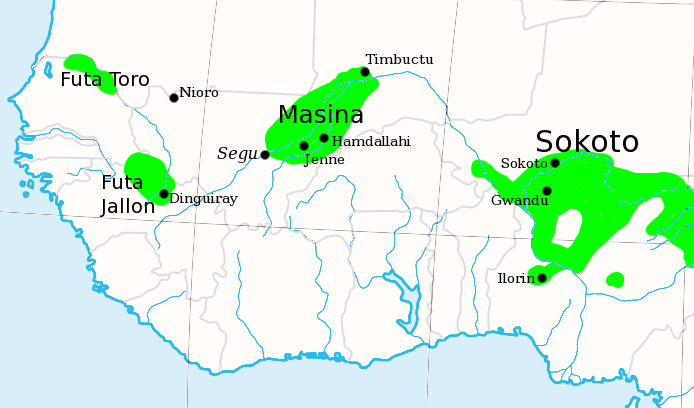
Fulani Jihad States of غرب أفريقيا, حوالي 1830
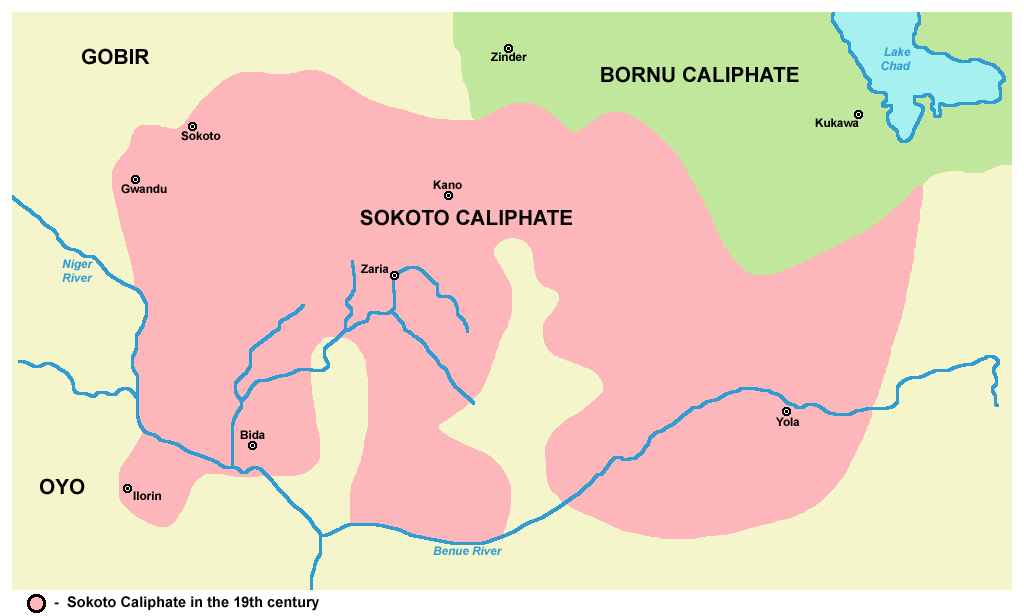
خلافة صكتو، القرن 19
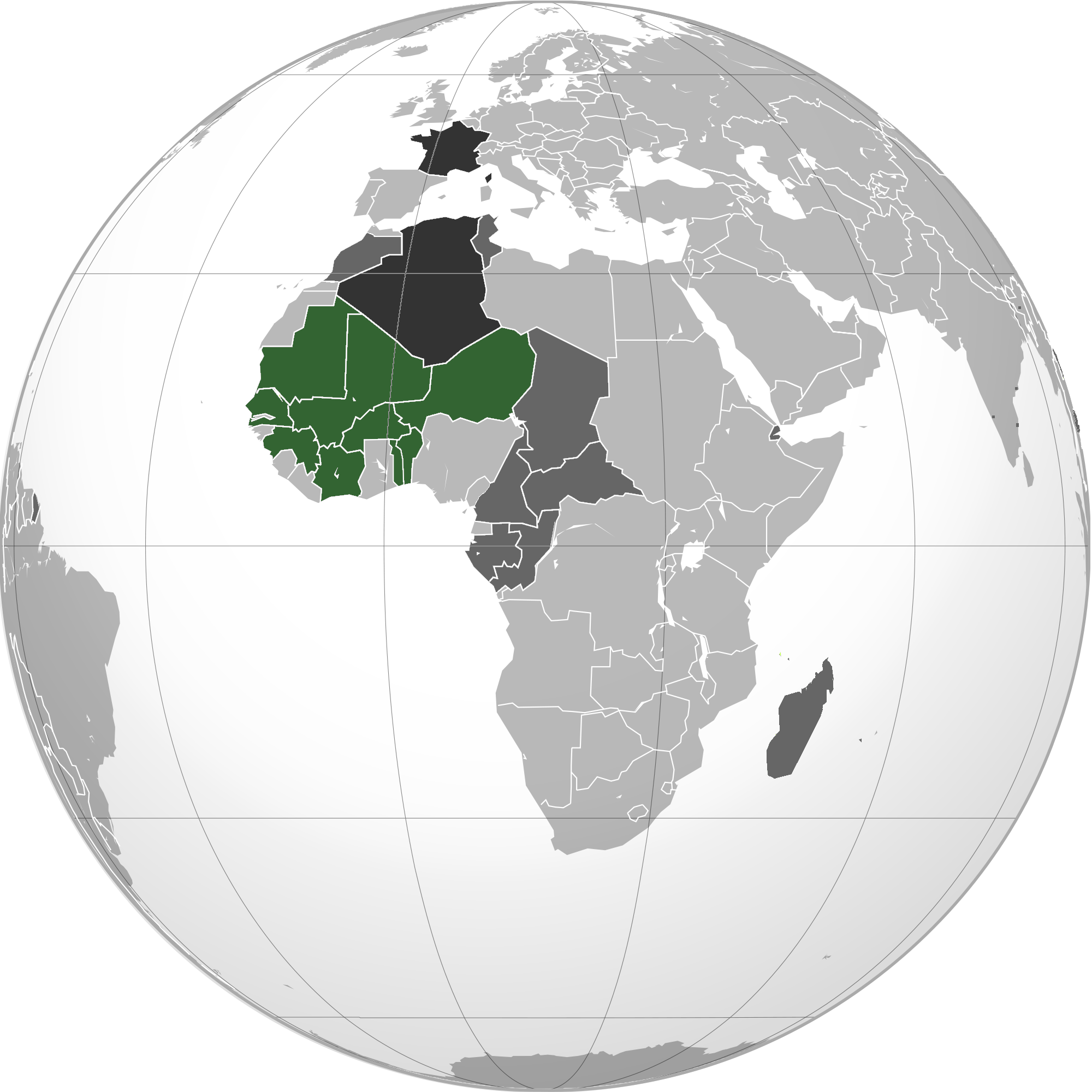
غرب أفريقيا الفرنسي (بالأخضر) بعد الحرب العالمية الثانية، وممتلكات فرنسا الأخرى (باللون الرمادي الغامق).
مناطق تجارة الرقيق الرئيسية في غرب أفريقيا، القرنين الخامس عشر والتاسع عشر
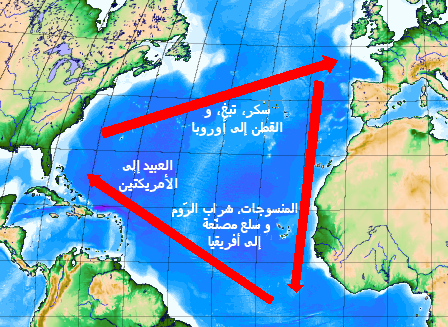
تصوير للنموذج الكلاسيكي تجارة مثلثية.